# تمام طول شب (فیلم ۱۹۸۱)
تمام شب (به انگلیسی: All Night Long) فیلمی آمریکایی در ژانر کمدی رمانتیک محصول سال ۱۹۸۱ است که به کارگردانی ژان-کلود ترامون ساخته شده‌است. بازیگران اصلی آن شامل جین هکمن، باربرا استرایسند، دایان لد، دنیس کواید، کوین دابسن و ویلیام دنیلز هستند. فیلم‌نامه را دبلیو. دی. ریختر نوشته‌است.

## داستان
«جورج داپلر»، مردی متأهل در آستانهٔ میانسالی، پس از عصبانیت شدید در محل کار (و پرتاب صندلی به بیرون از پنجرهٔ دفتر رئیسش)، تنزل رتبه می‌گیرد و به‌عنوان مدیر شیفت شب یک داروخانه / فروشگاه شبانه‌روزی مشغول به کار می‌شود.
پسر ۱۸ سالهٔ او، «فردی»، با زنی متأهل که چهارمین دخترعمویش هم هست، رابطه دارد. جورج به فردی هشدار می‌دهد که این رابطه را پیش از دردسر قطع کند، اما فردی می‌گوید شاید عاشق او شده‌است. یک شب در فروشگاه، جورج سرانجام با آن زن، «شرل»، آشنا می‌شود؛ زنی بی‌استعداد در آواز و ترانه‌نویسی که همسرش «بابی» آتش‌نشان تندمزاجی است. شرل به جورج علاقه نشان می‌دهد و پس از مدتی، این علاقه دوطرفه می‌شود.
جورج برای پس دادن فندک شرل به خانه‌اش می‌رود. شرل به او پیشنهاد می‌دهد که رنگ‌آمیزی‌ای را که فردی در اتاق خوابش انجام داده، ببیند. آن دو در آستانهٔ رابطه‌ای صمیمی هستند که فردی برای دیداری دیگر از راه می‌رسد. جورج پیش از آن‌که فردی او را ببیند، فرار می‌کند، اما شرل تصمیم می‌گیرد حقیقت رابطه‌اش با پدر فردی را به او بگوید. روز بعد، وقتی جورج در تلاش است بخوابد و همسرش «هلن» کلاس زبان فرانسوی دارد، فردی سراغ پدرش می‌آید و با او درگیر می‌شود. هلن از ماجرا باخبر می‌شود و جورج خانه را ترک می‌کند. وقتی هلن درخواست طلاق می‌کند، جورج می‌پذیرد.
جورج از کارش استعفا می‌دهد و یک اتاق کار اجاره می‌کند تا رؤیای مخترع شدنش را دنبال کند. او به مهمانی سالگردی می‌رود که همهٔ آشنایانش در آن حضور دارند، ازجمله خانواده‌اش، شرل و بابی. جورج متوجه می‌شود که بابی از رابطهٔ او با شرل خبر دارد. او شرل را از مهمانی و از کنار شوهرش دور می‌کند. با اینکه شرل عاشق جورج است، احساس می‌کند که جورج برای او زیادی خوب است.
شرل برای صحبت با بابی به ایستگاه آتش‌نشانی می‌رود. بابی با دادوفریاد به او می‌تازد و در آستانهٔ کتک‌زدن اوست که زنگ هشدار حریق به‌صدا درمی‌آید. بابی و دیگر آتش‌نشان‌ها ایستگاه را ترک می‌کنند، و مشخص می‌شود که گزارش آتش‌سوزی دروغین را جورج داده بوده‌است.
در پایان، شرل به خانهٔ جورج نقل مکان می‌کند. فردی با موقعیت کنار آمده و به او در اسباب‌کشی کمک می‌کند، نشانه‌ای از اینکه او و پدرش آشتی کرده‌اند.